# Pherbellia pallidiventris
Pherbellia pallidiventris är en tvåvingeart som först beskrevs av Fallen 1820.  Pherbellia pallidiventris ingår i släktet Pherbellia och familjen kärrflugor. Arten är reproducerande i Sverige. Inga underarter finns listade i Catalogue of Life.